# 1949 en chimie
Cet article présente les faits marquants de l'année 1949 en chimie.

## Évènements
- 20 novembre : l'équipe de chimistes menée par Bertrand Goldschmidt parvient à isoler un milligramme de plutonium extrait de l’uranium irradié dans la pile atomique Zoé au Centre d'étude du Bouchet[1].
- 19 décembre : découverte du Berkélium (Bk), élément chimique de numéro atomique 97, par  Stanley G. Thompson (en), Glenn Theodore Seaborg, Kenneth Street, Jr. (en), et Albert Ghiorso à l'Université de Californie à Berkeley[2].
- 23 décembre : le chimiste américain Willard Frank Libby publie dans Science les premières datation des objets à l’aide du carbone 14, selon la méthode qu'il à mis au point[3].

## Prix
- Prix Nobel de chimie : William Francis Giauque pour ses contributions à la thermodynamique chimique, et en particulier pour avoir étudié les propriétés des corps à très basse température[4].
- Médaille Garvan-Olin : Agnes Fay Morgan[5]
- Prix Ernest-Guenther : John L. Simonsen[6]
- ACS Award in Pure Chemistry : Richard T. Arnold[7]
- Médaille Priestley : Arthur B. Lamb[8],[9]
- Médaille Davy : Alexander Robert Todd pour ses études de synthèse structurale et ses réalisations en chimie organique et en biochimie, en particulier en ce qui concerne les vitamines B1 et E et les nucléosides naturels[10],[11].
- Claude S. Hudson Award in Carbohydrate Chemistry : Frederick W. Zerban[12]
- Médaille Lavoisier : Rudolf Signer (en)[13],[14]
- Médaille William-H.-Nichols : I. M. Kolthoff[15]

## Naissances
- 25 janvier : Paul Nurse, biochimiste britannique, prix Nobel de physiologie ou médecine en 2001.
- 30 janvier : Peter Agre, biologiste américain, prix Nobel de chimie en 2003.
- 19 avril : Joachim Sauer, chimiste et professeur d’Université allemand.
- Wo Weihan (mort en 2008), biochimiste et homme d'affaires chinois.

## Décès
- 30 mars[16] : Friedrich Bergius (né en 1884), chimiste allemand.
- 31 mars[17] : Augustin Boutaric (né en 1885), physicien et chimiste français.
- 5 août[18] : Ernest Fourneau (né en 1872), chimiste et pharmacologue français.
- 31 août[19] : André-Louis Debierne (né en 1874), chimiste français.
- 8 octobre[20] : Leonor Michaelis (né en 1875), biochimiste et médecin allemand.
- 20 novembre[21] : Victor Auger (né en 1864), chimiste français.